# Anserinae
Los anserinos (Anserinae) son una subfamilia de aves acuáticas de la familia Anatidae. Incluye los cisnes, los gansos, y las barnaclas. 
Una de estas especies, el ánsar común, ha sido domesticado y se conoce como oca; se cría para aprovechar su carne y su hígado, este último materia prima del paté o foie gras.

## Especies
- Género Anser - Ánsares o gansos
  - Anser albifrons - Ánsar careto - Ártico de Norteamérica, Europa y Asia; migra al sur para pasar el invierno.
  - Anser anser - Ánsar común - Europa templada y Asia.
  - Anser brachyrhynchus - Ánsar piquicorto - Ártico océano Atlántico costas, migra al sur para pasar el invierno en el oeste de Europa.
  - Anser cygnoides - Ánsar cisnal - Zona templada este de Asia, migra al sur para pasar el invierno.
  - Anser erythropus - Ánsar chico - Subártico Europa y Asia, migra al sur para pasar el invierno.
  - Anser fabalis - Ánsar campestre - Ártico y subártico de Europa y Asia, migra al sur para pasar el invierno.
  - Anser indicus - Ánsar indio - Montañas templadas del centro de Asia, migra al sur para pasar el invierno en India.
  - Anser serrirostris - Ánsar de la tundra - Tundra euroasiática, migra al sur para pasar el invierno en regiones templadas de Europa y Asia.

- Género Branta - Barnaclas
  - Branta bernicla - Barnacla carinegra.
  - Branta canadensis - Barnacla canadiense - Ártico y zona templada de Norteamérica, migra al sur para pasar el invierno o es sedentaria. Introducido en Europa, sobre todo en el Reino Unido.
  - Branta hutchinsii - Barnacla reidora - Ártico y templado de  Norteamérica, migra al sur para pasar el invierno o es sedentaria. Habitualmente considerado como parte de Branta canadensis.
  - Branta hylobadistes † - Barnacla nené gigante - Maui, Hawái. Extinto en época prehistórica.
  - Branta leucopsis - Barnacla cariblanca - Ártico del océano Atlántico costas, inverna al sudoeste de Europa.
  - Branta ruficollis - Barnacla cuellirroja - Ártico de Asia, inverna en el sudeste de Europa.
  - Branta sandvicensis - Barnacla nené - Hawái, sedentaria.

- Género Cereopsis
  - Cereopsis novaehollandiae - Ganso ceniciento - Sudeste de Australia, residente o nómada. Distinto de los otros gansos que pertenecen a la subfamilia.

- Género Chen - Gansos blancos (anteriormente clasificados como subgénero de Anser)[1]
  - Chen caerulescens - Ánsar nival - Ártico o subártico de Norteamérica, migra al sur para pasar el invierno.
  - Chen canagica - Ánsar emperador - Costas árticas del océano Pacífico, migra a corta distancia a las islas Aleutianas y costas aledañas.
  - Chen rossii - Ánsar de Ross - Ártico de Norteamérica, migra al sur para pasar el invierno.

- Género Cnemiornis † - Gansos de Nueva Zelanda. Extintos en época prehistórica.
  - Cnemiornis calcitrans † -  Nueva Zelanda, islas del Sur, extinguido en época prehistórica.
  - Cnemiornis gracilis † - Nueva Zelanda, islas del Norte, extinguido en época prehistórica.

### Especies de cisnes
- Género Coscoroba
  - Coscoroba coscoroba - Cisne coscoroba. Sur y centro de Sudamérica, inverna al norte.

- Género Cygnus
  - Cygnus atratus - Cisne negro - Australia, sedentario o nómada.
  - Cygnus buccinator. Cisne trompetero - Subártico América del Norte, inverna en el sur.
  - Cygnus columbianus - Cisne chico - Ártico Norteamérica, Europa y Asia, invernan en el sur.
    - Cygnus columbianus bewickii - Cisne de Bewick-  Siberia, inverna en las cotas del mar del Norte, mar Caspio y mar Amarillo y Japón.

  - Cygnus cygnus - Cisne cantor - Subárctico Europa y Asia, inverna en el sur.
  - Cygnus melancoryphus - Cisne cuellinegro - Sudeste de Sudamérica, inverna en el norte.
  - Cygnus olor - Cisne vulgar - Europa templada y Asia, sedentario.
  - Cygnus sumnerensis † - Cisne negro de Nueva Zelanda - Posiblemente islas Chatham, extinto en época prehistórica; también considerada subespecie de Cygnus atratus (Cygnus atratus sumnerensis). En Nueva Zelanda se introdujo posteriormente la forma australiana Cygnus atratus.